# Фуко, Филипп-Эдуар
Фили́пп-Эдуа́р Фуко́ (фр. Philippe-Édouard Foucaux; 15 сентября 1811, Анже — 19 мая 1894, Париж) — пионер французской тибетологии, первый во Франции составитель грамматики тибетского языка. Один из первых преподавателей тибетского языка на Западе. Санскритолог, буддолог.

## Биография
Ф.-Э. Фуко родился в семье коммерсанта. Он легко изучал языки, освоив латынь, греческий, итальянский, испанский и немецкий, а в 1838 в возрасте 27 лет он поехал в Париж изучать индологию у Эжена Бюрнуфа в Коллеж де Франс.
Вскоре он узнал об успехах Чома Кёрёши, первые издания которого о тибетском языке появились в 1835 году. Тогда же в Париже оказались редчайшие санскритские и тибетские рукописи, привезённые Брайаном Ходжсоном из Индии. Ф. Э. Фуко за два года выучил тибетский самостоятельно, после чего был назначен преподавателем тибетского языка в Школе восточных языков.
Он стал членом Этнографического общества Франции в 1840 году.
В 1847—1848 г. он опубликовал Лалитавистара-сутру в тибетском тексте и французском переводе.
В 1857 году в оплате его работы было отказано, но Фуко продолжал преподавать бесплатно. Через год он занял кафедру санскрита, сменив Теодора Пави, который в своё время пришёл на место покойного Бюрнуфа.
С провозглашением Второй Империи Фуко был избран членом Коллеж де Франс.
В 1858 году вышла увековечившая его работа, «Grammaire de la langue tibétaine» (L’Imprimerie impériale, Paris, 1858).
В 1859 году Фуко женился на Марии Филон, писательнице (под псевдонимом Мэри Саммер), исследовательнице в области буддологии. Её отцом был заметный историк Шарль-Огюст-Дезире Филон.
В 1864 году Фуко получил орден Почётного легиона.
В 1873 году курсы тибетского были прекращены за отсутствием достаточного количества желающих изучать его.
После этого он продолжил преподавание санскрита, а также перевод и комментирование буддийских текстов.